# Armigeres vimoli
Armigeres vimoli är en tvåvingeart som beskrevs av Thurman 1958. Armigeres vimoli ingår i släktet Armigeres och familjen stickmyggor.
Artens utbredningsområde är Thailand. Inga underarter finns listade i Catalogue of Life.